# Ли Йе Джун
Ли Йе Джун (кор. 이예준; род. 22 июля 1991) — южнокорейский кёрлингист и тренер по кёрлингу.
В составе мужской сборной Республики Корея участник чемпионата мира 2013 (заняли одиннадцатое место) и двух Тихоокеанско-Азиатских чемпионатов (серебряные и бронзовые призёры).

## Достижения
- Тихоокеанско-азиатский чемпионат по кёрлингу: серебро (2010), бронза (2013).
- Чемпионат Республики Корея по кёрлингу среди смешанных пар: серебро (2017).

## Команды
| Сезон                       | Четвёртый  | Третий       | Второй       | Первый    | Запасной                          | Турниры                       |
| --------------------------- | ---------- | ------------ | ------------ | --------- | --------------------------------- | ----------------------------- |
| 2010—11                     | Ли Дон Гон | Ким Су Хёк   | Ким Тхэ Хван | Нам Юн Хо | Ли Йе Джун тренер: Ли Ду Сон (ЧМ) | ТАЧ 2010 · ЧМ 2011 (11 место) |
| 2013—14                     | Ким Су Хёк | Ким Тхэ Хван | Пак Чон Док  | Нам Юн Хо | Ли Йе Джун тренер: Ян Се Ён       | ТАЧ 2013                      |
| Кёрлинг среди смешанных пар |            |              |              |           |                                   |                               |
| 2017—18                     | Ким Джисон | Ли Йе Джун   |              |           |                                   | ЧРКСП 2017                    |

(скипы выделены полужирным шрифтом)

## Результаты как тренера национальных сборных
| Год  | Турнир                                        | Сборная                    | Место |
| ---- | --------------------------------------------- | -------------------------- | ----- |
| 2023 | Панконтинентальный чемпионат по кёрлингу 2023 | Республика Корея (мужчины) | 2     |
| 2024 | Чемпионат Европы по кёрлингу 2024             | Республика Корея (мужчины) | 12    |